# Dicrurus bracteatus
Dicrurus bracteatus е вид птица от семейство Dicruridae.

## Разпространение
Видът е разпространен в Австралия, Индонезия, Папуа Нова Гвинея, Филипините и Соломоновите острови.